# Alfred Comte

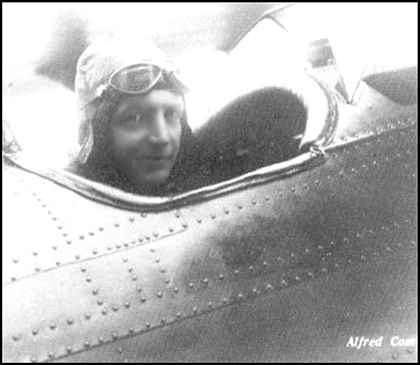
Alfred Comte (ok. 1926)

Alfred Comte (ur. 4 czerwca 1895 w Delémont, zm. 1 listopada 1965 w Zurychu) – szwajcarski pionier lotnictwa.
Alfred Comte uzyskał licencję pilota już mając 18 lat we francuskim aeroklubie k. Vélizy-Villacoublay. Potem pracował w wytwórni lotniczej Gnome-Rhône. Z wybuchem I wojny światowej wrócił do Szwajcarii i wstąpił na służbę do Szwajcarskich Sił Powietrznych: początkowo jako pilot a potem jako nauczyciel. Z końcem wojny zakończył karierę wojskowego i zainteresował się lotnictwem cywilnym.
5 listopada 1919 założył wraz z Walterem Mittelholzerem firmę "Comte, Mittelholzer und Co. Aero, Luftbildverlagsanstalt und Passagierflüge". Wspólnicy zamierzali skupić się na lotach między Zurychem a Sankt Moritz. W 1920 połączyła się z firmą Ad Astra Aero. W tym samym roku Alfred Comte jako pierwszy przeleciał trasę z Zurychu do Londynu.
Następnie założył szkołę lotniczą w Oberrieden. Dysponowano kilkoma samolotami Lohner-Werke oraz zakupił Fokkera D.VII. Następnie pozyskiwał samoloty wycofywane z wojska. Od 1923 zaczął samodzielnie składać samoloty, które sygnował własnym nazwiskiem. Dlatego też trzy lata później założył osobne przedsiębiorstwo "Alfred Comte, Schweizerische Flugzeugfabrik" - pierwszą prywatną wytwórnię samolotów w Szwajcarii.

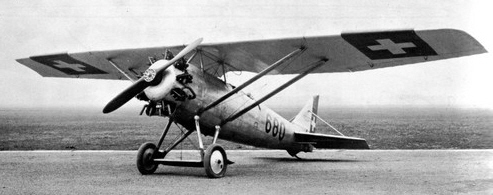
Comte AC-1

Łącznie skonstruował następujące typy samolotów:
- Wild 43 (1923 - 1926): samolot szkolny, 6 egzemplarzy
- Wild X (1927/1928): samolot wojskowy i obserwacyjny, 8 egz.
- AC-1 (1926): samolot myśliwski, 1 egz.
- AC-3 (1929/1930): samolot transportowy i bombowy, 1 egz.
- AC-4 (1928 - 1930): samolot szkolny, treningowy i pocztowy, 11 egz.
- AC-8 (1929/1930): mały samolot pasażerski, 3 egz.
- AC-11 (1931): samolot łącznikowy, 1 egz.
- AC-12 Moskito (1931): samolot pasażerski.

Mimo iż samoloty cieszyły opinią solidnie wykonanych, jednakże nie znajdowały powodzenia na wąskim rynku lotniczym. Odbiorców szukano nie tylko w Europie, ale i Ameryce Południowej. Nie powiódł się również zakup licencji na Fokkera D.VII. W dodatku warsztat Comte’a strawił pożar. Kryzys gospodarczy lat 30. spowodował zamknięcie przedsiębiorstwa, a bankructwo ogłoszono w 1935 roku.
Sam Alfred Comte skupił się na prowadzeniu szkółki lotniczej. Powrócił do służby w szwajcarskim lotnictwie w okresie II wojny światowej. Dosłużył się rangi kapitana. Zmarł w 1965 roku, w wieku 70 lat. Jego wnukiem jest znany fotograf Michel Comte.